# 2015-ös magyar labdarúgó-szuperkupa
A 2015-ös magyar labdarúgó-szuperkupa a szuperkupa 18. kiírása, ez volt az új szezon első mérkőzése 2015. július 5-én. Az MLSZ döntése értelmében a mérkőzést a bajnok otthonában rendezték.

## A mérkőzés
| 2015. július 5. 20.15 |

| Videoton                  | 0–3               | Ferencváros                                |
| ------------------------- | ----------------- | ------------------------------------------ |
| Pátkai 65' Szolnoki 90+2' | (0–2) Jegyzőkönyv | 21' Lamah 26' Varga 89' Somália 37′ Nalepa |

| Sóstói Stadion, Székesfehérvár Nézőszám: 1 500 Játékvezető: Andó-Szabó Sándor (magyar) |

| Videoton | Ferencváros |

| VIDEOTON:      |    |                     |       |     |
|                |    |                     |       |     |
| K              | 44 | Branislav Danilović |       |     |
| JV             | 3  | Paulo Vinícius      |       |     |
| V              | 30 | Szolnoki Roland     | 90+2' |     |
| V              | 23 | Juhász Roland       |       |     |
| BV             | 6  | Fejes András        |       | 76' |
| VKP            | 9  | Feczesin Róbert     |       | 36' |
| VKP            | 46 | Simon Ádám          |       |     |
| JSZ            | 7  | Gyurcsó Ádám        |       | 56' |
| KTK            | 33 | Dinko Trebotić      |       |     |
| BSZ            | 16 | Filipe Oliveira     |       |     |
| CS             | 17 | Pátkai Máté         | 65'   |     |
| Cserék:        |    |                     |       |     |
| K              | 4  | Kees Luijckx        |       |     |
| V              | 18 | Lang Ádám           |       |     |
| KP             | 5  | Heffler Tibor       |       |     |
| KP             | 10 | Kovács István       | 56'   |     |
| CS             | 19 | Mirko Ivanovski     | 36'   |     |
| CS             | 11 | Koltai Tamás        | 76'   |     |
| CS             | 42 | Gábor Péter         |       |     |
| Vezetőedző:    |    |                     |       |     |
| Bernard Casoni |    |                     |       |     |

| FERENCVÁROS: |    |                  |         |
|              |    |                  |         |
| K            | 90 | Dibusz Dénes     | 85'     |
| JV           | 99 | Nagy Ádám        |         |
| V            | 16 | Leandro          |         |
| V            | 27 | Michał Nalepa    | 23' 37' |
| BV           | 77 | Cristian Ramírez |         |
| JKP          | 22 | Busai Attila     |         |
| KTK          | 19 | Gyömbér Gábor    |         |
| BKP          | 99 | Ugrai Roland     | 66'     |
| JSZ          | 97 | Varga Roland     | 26' 60' |
| CS           | 13 | Böde Dániel      |         |
| BSZ          | 24 | Roland Lamah     | 21' 87' |
| Cserék:      |    |                  |         |
| K            | 55 | Jova Levente     |         |
| V            | 43 | Popov Patrik     |         |
| KP           | 14 | Nagy Dominik     | 66' 69' |
| KP           | 19 | Somália          | 60' 89' |
| KP           | 8  | Haraszti Zsolt   | 87'     |
| KP           | 95 | Haris Attila     |         |
| CS           | 98 | Valencsik Dávid  |         |
| Vezetőedző:  |    |                  |         |
| Thomas Doll  |    |                  |         |

Asszisztensek:

Tóth II. Vencel (magyar) (partvonal)

Albert István (magyar) (partvonal)

Negyedik játékvezető:

Horváth Róbert (magyar)